# Central Museum of Mongolian Dinosaurs
Le Central Museum of Mongolian Dinosaurs  est un musée situé à Central Square, près de la statue de Chingis Kahn, dans Oulan-Bator, la capitale de la Mongolie.

## Historique
La Mongolie est un pays qui possède de nombreux sites dans lesquels ont été extraits les fossiles des dinosaures, ce qui explique, par ailleurs, que de nombreux travaux et recherches paléontologiques ont été faits pour étudier ces gisements.
La demande d'établir un musée de la paléontologie se fit, dès lors de plus en plus pressante, par la communauté scientifique. Un petit musée central, dont la vocation fut de regrouper les dinosaures de Mongolie, fut créé et il obtint son officialisation le 21 février 2013. L'objectif était la  préservation de tout un patrimoine paléontologique qui serait un utile héritage pour les générations futures.

## Salles d'expositions
Ce petit musée présente 16 restes de squelettes de dinosaures de 3 mètres de haut du cousin mongol de Tyrannosaurus Rex, Tarbosaurus bataar. La galerie principale comporte les nombreux restes fossilisés des squelettes de dinosaures. Des salles annexes présentent des restes de rapaces et un nid d'œufs d'ovipractor.

## Perspectives
La toute première exposition du musée fut organisée, le 8 juin 2013, sous le nom de "Tarbosaurus bataar" qui se traduit par "Tarbosaurus rentre à la maison". Près d'un demi million de personnes se pressèrent sur la place Gengis  pour participer à cet événement, qui dura pendant trois mois.
Durant, ces vingt dernières années, la Mongolie s'était laisser séduire, par une intensive exportation de son patrimoine préhistorique, dans le monde entier. Aujourd'hui une ferme politique de rapatriement est engagée de manière à récupérer ces pièces éparpillées. C'est ainsi que 187 fossiles, reviendront dans les galeries du musée, son trésor sera enrichi de plus de 1 000 pièces.